# Union des écrivains de Roumanie
L’Union des écrivains de Roumanie (en roumain : Uniunea Scriitorilor din România) est une association professionnelle, regroupant les écrivains de Roumanie, créée en mars 1949 à Bucarest en Roumanie, dans le but de promouvoir la littérature roumaine et de Roumanie.

## Présentation
L'Union des écrivains de Roumanie a été créée en mars 1949 sous le régime communiste. Elle succédait à l'ancienne Société des écrivains roumains (Societatea Scriitorilor Români) créée en 1908. Son siège est situé Calea Victoriei à Bucarest.
L'Union des écrivains de Roumanie regroupe les écrivains de langue roumaine et associe ceux de la Moldavie roumanophone avec une antenne à Chișinău en République de Moldavie. Elle compte également parmi ses membres les principaux écrivains hongrois de Roumanie.
Chaque année, l'Union des écrivains de Roumanie organise le festival de littérature Jour et Nuit. Elle attribue également un Prix national de littérature et le Prix "Opera omnia". L'Union des écrivains de Roumanie organise des départements littéraires : Prose; Poésie; Critique; Histoire littéraire; Essai; Drame et théâtre. Les traductions de la littérature reçoivent le Prix Andrei Bantas. Le Prix du Débutant récompense la littérature pour la jeunesse. Depuis 2002, est décerné le prix "Ovidius" ainsi que le Prix du festival "Les jours et les nuits de la littérature", décerné à des écrivains étrangers prestigieux.

## Présidents de l'Union des écrivains de Roumanie
- Zaharia Stancu (1949 - 1956)
- Mihail Sadoveanu (1956 - 1961)
- Mihai Beniuc (1962 - 1964)
- Demostene Botez(ro) (1964 - 1966)
- Zaharia Stancu (1966 - 1974)
- Virgil Teodorescu(ro) (1974 - 1978)
- George Macovescu (1978 - 1982)
- Dumitru Radu Popescu(ro) (1982 - 1990)
- Mircea Dinescu (1990 - 1996)
- Laurențiu Ulici(ro) (1996 - 2000)
- Eugen Uricaru (2000 - 2005)
- Nicolae Manolescu(ro) (2005 - présent)

## Présidents d'honneur
- Mihail Sadoveanu (1949 - 1956)
- Tudor Arghezi (1962 - 1967)
- Victor Eftimiu(en) - 1972
- Ștefan Augustin Doinaș(ro) - 1990